# George Messier
Pour les articles homonymes, voir Messier.
George Messier (23 avril 1896 à Monts, Indre-et-Loire - 23 janvier 1933 à Rambouillet, Seine-et-Oise)  est un inventeur français spécialisé dans les suspensions oléopneumatiques.

## Biographie
- Recherches dans l'industrie chimique
- 1921, étude des dispositifs pneumatiques et oléopneumatiques pour l’absorption des chocs.
- En 1927 il fonde, avec l'ingénieur René Lévy (1900-1993, ultérieurement René Lucien-Lévy), gendre de Maurice Farman[2], la « Société française de matériel d’aviation », spécialisée dans les trains d'atterrissage et les système hydrauliques pour l'aviation[3].
- De 1925 à 1931, George Messier livre plus de 150 voitures de sa marque, les Messier "sans ressort".
- René Lévy possède un avion Farman F.200 avec lequel il s'adonne à la nouvelle mode de l'« aviation de tourisme », visitant les petits terrains d'aviation en voie de développement tel celui d'Évreux où son atterrissage en août 1929 en provenance de Toussus-le-Noble est remarqué et relaté par la presse spécialisée[4]. En mai 1931 il accompagne son beau-frère Marcel Farman à Deauville où celui-ci pose son lourd Farman 420 cv sur la piste à peine achevée, détrempé et parsemée de flaques du futur aérodrome Saint-Gatien-des-Bois qui ne sera inauguré qu'à la fin du mois de juillet[5].
- George Messier et René Lévy se lancent alors dans l'industrie aéronautique, en concevant l'Avion laboratoire Messier pour la mise au point du train d'atterrissage à suspensions oléopneumatiques. Celui-ci n'a pas encore accompli son premier vol (21 avril 1934) lorsque George Messier décède des suites d’un accident de cheval, le 23 janvier 1933. Trois ans plus tard, sa veuve née Yvonne Bonnamy épouse René Lévy (divorcé d'Andrée Farman).

- 1937, la SFMA change de raison sociale pour s'appeler "Messier"[6]
- 1938, mouvement de grève des métallos, en avril. Les 500 ouvriers de la Société française de matériel d'aviation, désormais établie 58, rue Fénelon à Montrouge, cessent le travail[7].
- 1950, René Lévy sollicite puis obtient le 22 mars 1950[8] l'autorisation de changer son patronyme pour le faire précéder de son nom de résistant Lucien. Il se nomme désormais René Lucien-Lévy ou simplement René Lucien.
- 1971, la société Messier fusionne avec Hispano-Suiza les activités "trains d'atterrissage" pour devenir "Messier-Hispano"
- 1977, la société "Messier-Hispano" se regroupe avec "Bugatti" pour devenir "Messier-Hispano-Bugatti"
- 1990, la société simplifie son nom pour s'appeler "Messier-Bugatti"
- 1994, les activités trains d'atterrissage de "Messier-Bugatti" et de "Dowty" se regroupent pour former la société "Messier-Dowty", tandis que Messier-Bugatti conserve les activités roues et freins, contrôleurs de freinage et systèmes hydrauliques.
- 2011, les sociétés Messier-Bugatti, Messier-Dowty et Messier Services fusionnent en une société unique Messier-Bugatti-Dowty.
- 2016, Messier-Bugatti-Dowty est renommé Safran Landing Systems.